# مدرسه اسرار
مدرسه اسرار (انگلیسی: School for Secrets) یک فیلم جنگی به کارگردانی پیتر اوستینوف محصول سال ۱۹۴۶ کشور بریتانیا است. رالف ریچاردسون از جمله بازیگران این فیلم هستند.